# Олимпийски център за пързаляне (Уислър)
Олимпийският център за пързаляне в Уислър, Уислър Слайдинг Център (на английски: Whistler Sliding Center), е спортно съоръжение с леден улей в Уислър, Канада, провинция Британска Колумбия, построено за зимните олимпийски игри през 2010, на което се провеждат състезания по бобслей, скелетон и спортни шейни. Капацитетът е за 12 000 зрители. Съоръжението е разположено на около 125 км от Ванкувър, в планината Блекомб. Състезателите по бобслей развиват скорости над 150 км/ч.
Улеят има различни дължини за различните дисциплини.
| спорт         | дисциплини    | дължина | брой завои |
| ------------- | ------------- | ------- | ---------- |
| бобслей       | всички        | 1450 м. | 16         |
| скелетон      | всички        | 1395 м. | 16         |
| спортни шейни | мъже          | 1374 м. | 16         |
| спортни шейни | двойки и жени | 1198 м. | 14         |

Строежът на съоръжението трае от декември 2004 до декември 2007, като цената му е около 105 милиона канадски долара.